# اتنشویلر
اتنشویلر (به فرانسوی: Attenschwiller) یک کمون در فرانسه است که در canton of Huningue واقع شده‌است. اتنشویلر ۵٫۱۱ کیلومتر مربع مساحت دارد ۳۶۰ متر بالاتر از سطح دریا واقع شده‌است.